# パラビット
パラビット（英:Parabbit）は、1998年長野パラリンピックの公式マスコットである。

## 概要

パラリンピックロゴ（1994 - 2004年）

パラビットは、赤と緑の耳を持ち、青い服を着た白いウサギである。この赤、緑、青の3色は1994年以降のパラリンピックロゴに由来する。ウィンタースポーツを象徴するスキー板とストックを身に着けている。
このマスコットは、この大会のパラリンピックエンブレムを連想させ、大会を国内外にアピールすることを目的に制作された。
大会組織委員会は、1万人の学生を対象にマスコットの名前募集を行い、3,408件の応募の中から「パラビット」が選ばれた。パラビット(Parabbit)は、パラリンピックを示す"Para"と英語でウサギを意味する"rabbit"を掛け合わせた造語である。

## レセプション
長野パラリンピック競技大会のアンバサダーとして、マスコットはぬいぐるみなどの形で販売された。また、組織委員会が発行するピンバッジや、IBMなどパートナー企業のコミュニケーションにも使用された。